# Sharon Bezaly
Sharon Bezaly (ur. 1972 w Izraelu) – flecistka.
Krytycy muzyczni porównują jej umiejętności do skrzypka Dawida Ojstracha i pianisty Władimira Horowitza. Karierę solową rozpoczęła w 1997 roku. Aktualnie istnieje siedem koncertów na flet z towarzyszeniem orkiestry, które napisano specjalnie dla niej (autorzy to Kalevi Aho, Sofija Gubajdulina, Christian Lindberg, i Zhou Long). Cztery następne są na etapie tworzenia. 
Artystka wydała dotychczas 18 płyt, z których większość uzyskała bardzo pozytywny oddźwięk wśród krytyków, a miesięcznik The Times nazwał ją "prezentem od Boga dla fletu" (God's gift to the flute). Jest laureatką nagród Cannes Classical Young Artist of the Year Award (2003)
i Klassic Echos Insturmentalist of the Year (2002). 
Aktualnie w jej instrumentarium znajduje się 6 fletów (jeden w całości z 24-karatowego złota), które zostały wykonane w jednym egzemplarzu.